# コモンウェルスゲームズ

大会ロゴ

コモンウェルスゲームズ（Commonwealth Games）は、イギリス連邦に属する国や地域が参加して4年ごとに開催される総合競技大会である。オリンピック競技のほか、英連邦諸国で比較的盛んなローンボウルズ、7人制ラグビー、ネットボールなども行われる。主催はコモンウェルスゲームズ連盟。日本語では英連邦競技大会（えいれんぽうきょうぎたいかい）と称する。

## 参加の国と地域

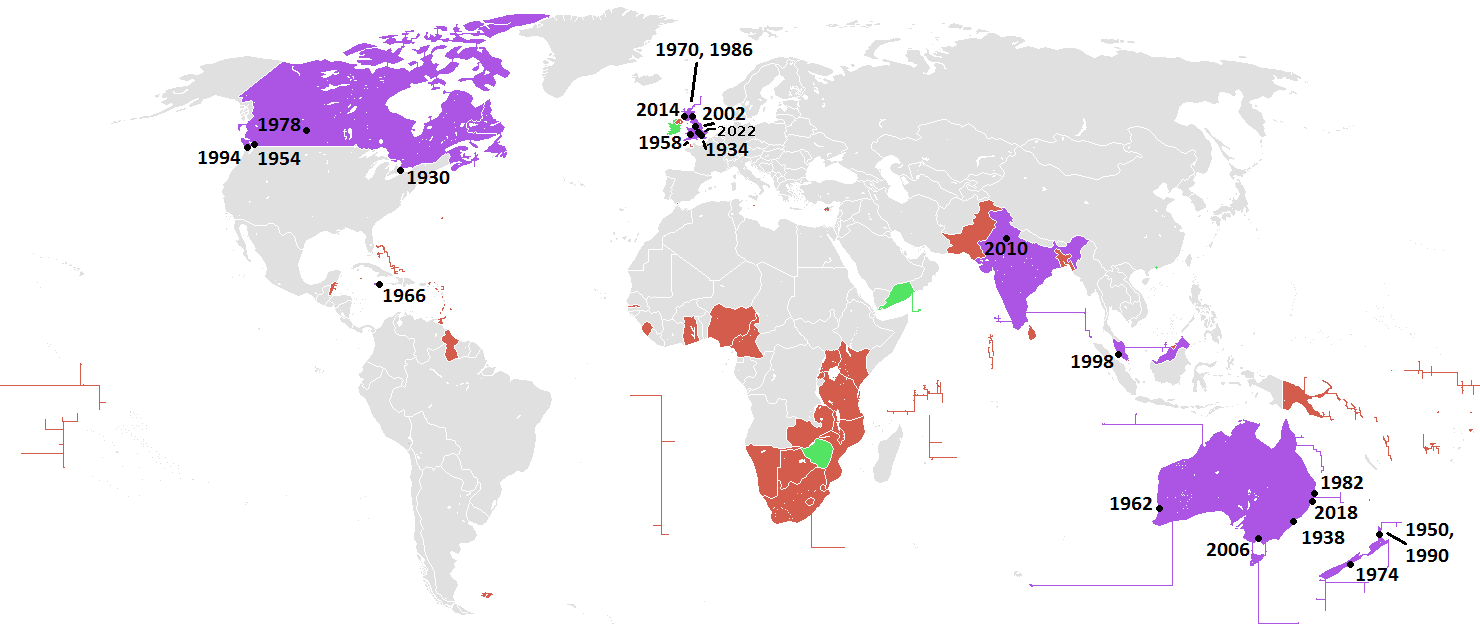
開催国は紫（数字は開催年）。赤は参加国、緑は現在は参加していない、かつての参加国。

英連邦に所属する52の国と地域から70チームが参加、イングランド、スコットランド、ウェールズ、オーストラリア、カナダ、ニュージーランドの6つの国・地域は第1回から出場を続けている。
イギリスはオリンピックなどとは異なり、サッカーやラグビーの代表チームと同じ国内のカントリーすなわち、イングランド、スコットランド、ウェールズ、北アイルランドの4チームに分かれている。英連邦歌とイングランドの国歌は同じ「国王陛下万歳」であるため、コモンウェルスゲームズにおいてイングランドは「国王陛下万歳」を使用しない（2010年大会は「エルサレム」を使用）。
ガーンジー、ジャージー、マン島などの王室保護領を含め、多くのイギリスの海外領土からも出場がある。オーストラリア領のノーフォーク島、ニュージーランドと自由連合関係にあるクック諸島やニウエも個別のチームとして出場している。
2006年の大会に向けてコーンウォールを独自チームとして出場させようという動きがあったがこれは認められなかった（Cornwall Commonwealth Games Association）。

## 歴史
コモンウェルスゲームズの最初期の構想は、1891年7月の雑誌『グレーター・ブリテン』、同年10月31日の新聞『タイムズ』におけるイギリス人牧師のクーパー（John Astley Cooper）の提案に見ることができる。クーパーは、4年ごとに開催されるスポーツの祭典をとおして、英語圏諸国（イギリス帝国及びアメリカ合衆国）の結束を深め、親善に役立てようと訴えた。このアイデアは、やや形を変えて、1911年、ジョージ5世の即位を記念して開催された「フェスティバル・オブ・エンパイア（帝国の祭典）」におけるスポーツイベントとして実現した。イギリス、オーストラレイジア（オーストラリアとニュージーランドの合同チーム）、カナダが参加し、陸上競技やボクシング、レスリング、水泳の競技が行なわれた。優勝国となったカナダにはロンスデール卿より記念のトロフィーが授与された。 
1928年アムステルダムオリンピックに刺激をうけて、イギリス帝国域内の国際親善を目的とする競技会の計画が再び持ち上がった。このときに主導権をとり、コモンウェルスゲームズの実質的な生みの親となったのはカナダ人のロビンソン（Melville Marks "Bobby" Robinson）である。
ブリティッシュ・エンパイア・ゲームズ（British Empire Games, 大英帝国競技大会）という第1回大会当時の名称が示すように、きわめて帝国主義的な色彩が強いにせよ、植民地でも自らの代表を送ることができる国際的な競技会が誕生した背景には、ロビンソンがアムステルダム五輪において、五輪参加資格のない英領ギアナ出身の陸上選手、フィル・エドワーズを、カナダチームの代表として出場させた経験があった。アムステルダム、ロサンゼルス、ベルリンの五輪3大会の銅メダリストであるエドワーズは、1930年および1934年のコモンウェルスゲームズに英領ギアナ代表として出場、1934年大会では金メダルを獲得し、大会初の黒人メダリストとなった。
その後、英連邦の変遷とともに大会の名称も変更され、1954年にはブリティッシュ・エンパイア・アンド・コモンウェルスゲームズ（British Empire and Commonwealth Games, 大英帝国イギリス連邦競技大会）、1970年にはブリティッシュ・コモンウェルスゲームズ（British Commonwealth Games, イギリス連邦競技大会）となり、1978年以降、現在の名称になっている。
南アフリカのアパルトヘイト政策はコモンウェルスゲームズにも大きな影を落とした。ナイジェリアは1976年のニュージーランドのラグビーチーム、オールブラックスの南アフリカ遠征に抗議して、モントリオール五輪に続いて1978年のコモンウェルスゲームズをボイコットした。また、1986年の大会ではサッチャー政権の南アフリカ政策に抗議した32ヶ国が大会をボイコットした。ちなみに、1961年に英連邦を脱退した南アフリカは1962年大会から出場しなくなっていたが、アパルトヘイト廃止を受けて1994年大会よりコモンウェルスゲームズに復帰した。
障害者スポーツに関しては、2002年大会から、陸上、水泳、卓球、重量挙げなどの一部種目で障害のある選手が正式参加、メダルを獲得している。2006年大会では、カナダの車いす陸上選手でアテネパラリンピック金メダリストのシャンタル・プチクレールが障害者選手として初めて開会式の旗手を務めた。

## 開会式
入場行進は、前回大会の開催国を先頭に英語でのアルファベット順に行なう。開催国は最後に入場する。1930年から1950年までは、イギリスが大英帝国とその支配地域を導くことの象徴として、ユニオンジャックを掲げた旗手が先頭で入場していた。
1958年大会より、オリンピックの聖火リレーにあたるクイーンズ・バトンのリレーが始まった。クイーンズ・バトン・リレーのスタート地点はバッキンガム宮殿で、バトンの中にはイギリス連邦の首長（2024年1月現在チャールズ3世；したがってその後開催される大会では「キングズ・バトン・リレー」と改称）からの出場選手に対するメッセージが入っている。最終ランナーには開催国の有名なスポーツ関係者が選ばれることが多い。2002年のイングランド・マンチェスター大会ではデビッド・ベッカムが最終ランナーを務めた。

## 開催種目
最大で17種目が行なわれ、そのうち以下の10種目は必ず開催種目に含まれなければならない。
- 陸上競技
- 競泳
- バドミントン
- ボクシング
- フィールドホッケー
- ローンボウルズ
- 7人制ラグビー
- ネットボール（女子）
- スカッシュ
- 重量挙げ

## 開催都市
1. 1930年大会  カナダ、ハミルトン
2. 1934年大会  イングランド、ロンドン
3. 1938年大会  オーストラリア、シドニー
4. 1950年大会  ニュージーランド、オークランド
5. 1954年大会  カナダ、バンクーバー
6. 1958年大会  ウェールズ、カーディフ
7. 1962年大会  オーストラリア、パース
8. 1966年大会  ジャマイカ、キングストン
9. 1970年大会  スコットランド、エディンバラ
10. 1974年大会  ニュージーランド、クライストチャーチ
11. 1978年大会  カナダ、エドモントン
12. 1982年大会  オーストラリア、ブリスベン
13. 1986年大会  スコットランド、エディンバラ
14. 1990年大会  ニュージーランド、オークランド
15. 1994年大会  カナダ、ビクトリア
16. 1998年大会  マレーシア、クアラルンプール
17. 2002年大会  イングランド、マンチェスター
18. 2006年大会  オーストラリア、メルボルン
19. 2010年大会  インド、デリー
20. 2014年大会  スコットランド、グラスゴー
21. 2018年大会  オーストラリア、ゴールドコースト
22. 2022年大会  イングランド、バーミンガム
23. 2026年大会  スコットランド、グラスゴー